# Genossenschaftsgesetz (Deutschland)
Das Genossenschaftsgesetz (GenG) trat in Deutschland zum 1. Oktober 1889 in Kraft. Es regelt das Recht der Genossenschaften. 
Nach der am 18. August 2006 in Kraft getretenen Novellierung darf es sich auch um soziale oder kulturelle Zwecke handeln, was bedeutet, dass sich auch Sozial- und Kulturgenossenschaften der eG-Rechtsform bedienen können. Diese Novellierung des Genossenschaftsgesetzes sollte Gründungen erheblich erleichtern und Vereinfachungen für kleinere Genossenschaften bringen.

## Schwerpunkte der Novelle 2006
Schwerpunkte der Novelle waren:
- Zukünftig werden drei Gründungsmitglieder statt bislang sieben ausreichen.
- Der Förderzweck wird ausgedehnt: auch kulturelle und soziale Belange können nun genossenschaftliche Zusammenschlüsse begründen, etwa Kindergärten, Pflegeeinrichtungen, kulturelle Einrichtungen.
- Mit dem neuen Gesetz werden Sachgründungen (etwa das Einbringen einer EDV-Anlage) zugelassen.
- Die Verjährungsfrist der Einzahlung von Genossenschaftsanteilen wird auf 10 Jahre verlängert. Seit 2002 war die Verjährungsfrist von 30 Jahren auf drei Jahre reduziert worden. Aufsichtsrat und Vorstand konnten haftbar gemacht werden, wenn in dieser Zeit die Einzahlung nicht vollständig vorgenommen wurde.
- Genossenschaften mit bis zu 20 Mitgliedern müssen nicht wie bisher zwei Vorstands- und drei Aufsichtsratsmitglieder wählen, sondern nur ein Vorstandsmitglied.
- Für kleine Genossenschaften mit einer Bilanzsumme von bis zu einer Million Euro sollen Prüfungserleichterungen und individuelle Vereinbarungen mit den Prüfungsverbänden möglich sein.

Besonders für Kooperationen mittelständischer Unternehmen ist die Novellierung des Genossenschaftsgesetzes interessant. Nun ist es zum Beispiel möglich, dass sich mehrere selbständige Unternehmen zusammenschließen, um gemeinsame Geschäftsbereiche wie Marketing, Verwaltungsaufgaben, Versicherungsfragen zu organisieren.

## Geschichte
Zunächst hatte es für einen genossenschaftlichen Zusammenschluss als mögliche Rechtsform nur die „erlaubte Privatgesellschaft“ gegeben. Im Jahre 1868 wurde das Gesetz, betreffend die privatrechtliche Stellung der Erwerbs- und Wirtschafts-Genossenschaften für den Norddeutschen Bund erlassen. Dieses trat am 1. Januar 1869 in Kraft. Mit dem Reichsgesetz von 1889 wurde eine wichtige Grundlage für die Wohnungsbaugenossenschaften geschaffen, da zugleich Finanzierungskonzepte im Zusammenhang mit der Sozialversicherungsgesetzgebung (Darlehen aus den Versicherungen für den Wohnungsbau) erfolgten. Die Haftungsfrage wurde durch die Wahlmöglichkeit bei der Nachschusspflicht und der Form als eG (Genossenschaft mit theoretisch unbeschränkter Haftung) oder eGmbH (Genossenschaft mit beschränkter Haftung) geregelt.
Es wurde umfassend geändert durch die Gesetze vom 21. Juli 1954 (BGBl. I S. 212) und 9. Oktober 1973 (BGBl. I S. 1451). Im Jahr 2006 wurde das Genossenschaftsgesetz nochmals einer grundlegenden Reform unterzogen (BGBl. I S. 1911, 1931). 